# Guillaume Séron
Guillaume Séron était un nageur et poloïste belge.

## Biographie
Guillaume Séron représente la Belgique pour l'épreuve des équipes en water-polo lors des Jeux olympiques de 1900 à Paris où il est représenté avec neuf autres joueurs du Brussels Swimming and Water-Polo Club. Il remporte la médaille d'argent,,.
Le club termine deuxième derrière la Grande-Bretagne (Osborne Swimming Club Manchester) et devant les deux équipes françaises (Libellule de Paris et les Pupilles de Neptune de Lille #2).